# Barmal
Barmal är ett distrikt i Afghanistan. Det ligger i provinsen Paktika, i den östra delen av landet, 200 kilometer söder om huvudstaden Kabul.
Distriktet beräknades år 2022 ha cirka 80 000 invånare.